# Millaniya Division
Millaniya Division är en division i Sri Lanka.   Den ligger i distriktet Kalutara District och provinsen Västprovinsen, i den sydvästra delen av landet, 40 km sydost om huvudstaden Colombo. Antalet invånare är 52 078.